# بيت الحاج (جبلة)

تعديل مصدري - تعديل

بيت الحاج محلة تابعة لقرية الشرف، التابعة لعزلة الربادي بمديرية جبلة إحدى مديريات محافظة إب في الجمهورية اليمنية، بلغ تعداد سكانها 188 حسب تعداد اليمن لعام 2004.